# Edificis de la Universitat Pompeu Fabra a la Rambla
Els edificis de la Universitat Pompeu Fabra són un conjunt arquitectònic situat a la Rambla, el carrer dels Escudellers i la plaça de Joaquim Xirau de Barcelona, catalogat com a bé amb elements d'interès (categoria C). Actualment són la seu de l'escola ELISAVA.

## Història

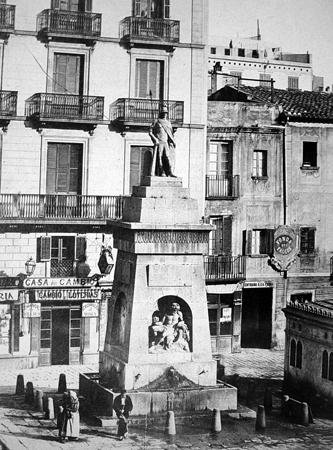
Pla del Teatre amb l'antiga font del Vell, i al fons, la Fonda del Falcon

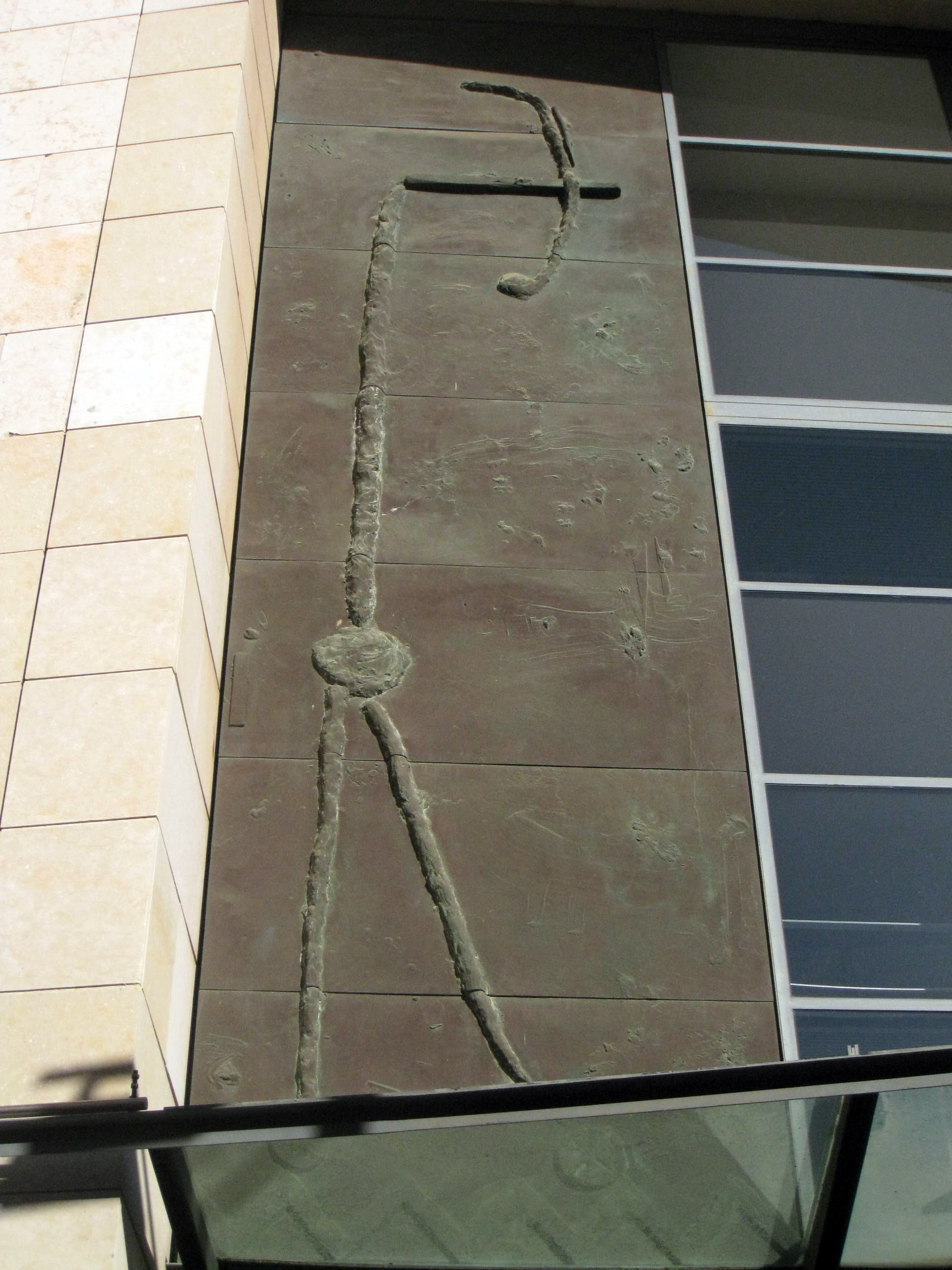
Mural de Josep Maria Riera i Aragó

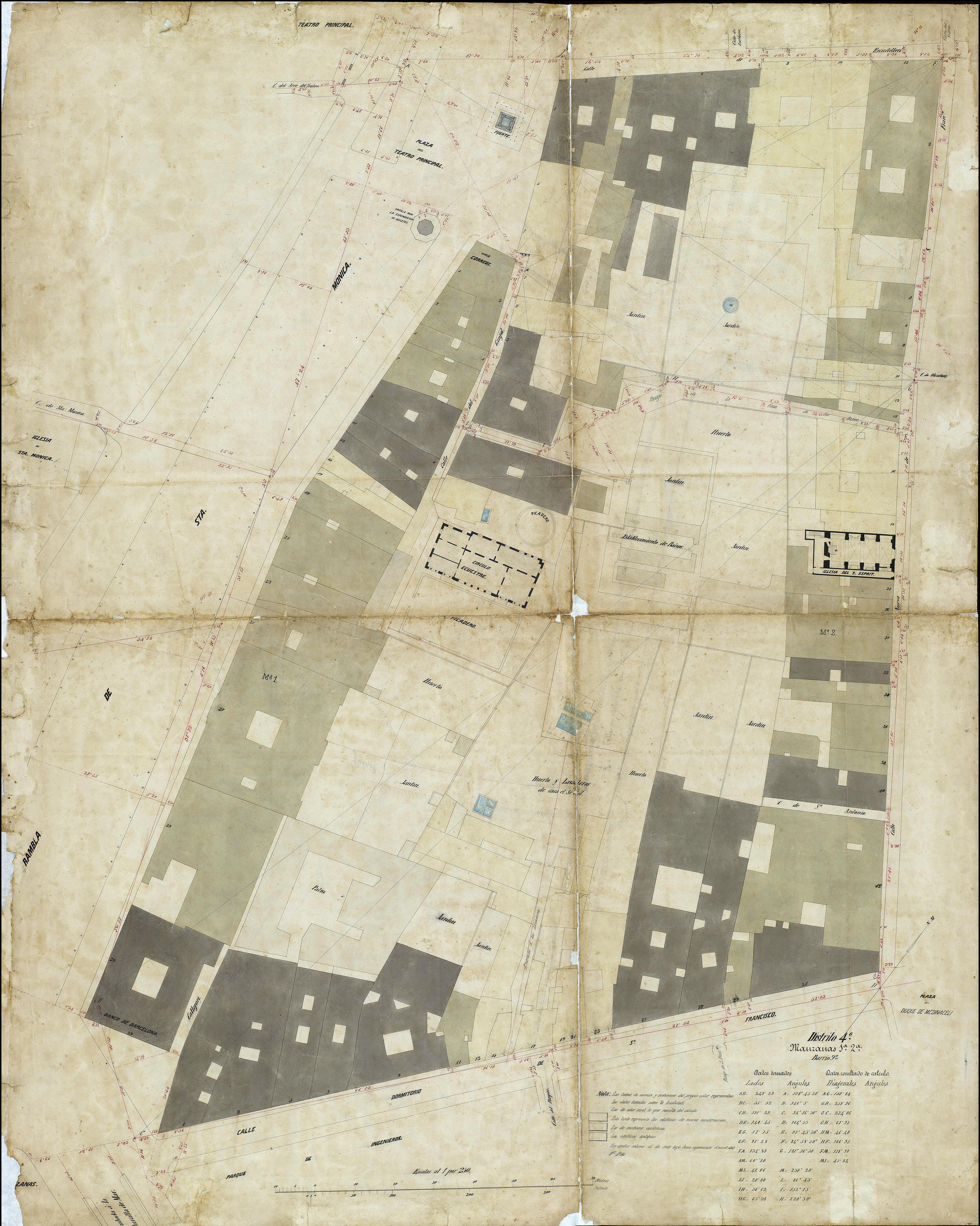
Quarteró núm. 112 de Garriga i Roca (c. 1860)

### Fonda del Falcon
El 1776, el taverner Joan Fara va demanar permís per a eixamplar una porta de la seva casa, situada a la Rambla cantonada amb el carrer d'en Cagani (després d'en Gínjol). La casa va ser llogada per Pere Sartori, amo de la Fonda del Sabre, que el 1779 va demanar permís per a posar-hi un rètol de fusta pintada amb un estel i un falcó, que acabaria donant nom a l'establiment. Des del 1786 fou regentat per la família Durio.
El 1877, Antònia Argemir (o Argemí) i Cervera, filla del gerrer Vicenç Argemir i Fara, va demanar permís per a reconstruir els edificis del Pla del Teatre, 5 i 7, segons el projecte de l'arquitecte Juli Marial i Tey. La nova fonda fou inaugurada l'1 de setembre del 1879. Als soterranis hi havia 19 taules de billar, i la planta baixa era ocupada pel cafè. Una escala de marbre blanc conduïa als pisos superiors.
Durant la Guerra Civil, l'edifici fou confiscat pel Partit Obrer d'Unificació Marxista (POUM), que hi instal·là la seva seu central.

### Casa Alexandre de Bacardí
El 1788, Carles III va concedir un magatzem a la Rambla al comerciant Baltasar de Bacardí i Clavell (†1798), que aquest faria enderrocar per a construir-hi un edifici d'habitatges, els baixos del qual serien ocupats per l'administració de Correus. El 1805, Carles Boloix, propietari de la caseta veïna, va sol·licitar permís per a remuntar-hi un pis, segons el projecte del mestre de cases Josep Compte.
El 1865, Ramon de Bacardí i Cuyàs (1791-1856) va reunir ambdues propietats, i a la seva mort l'any següent les va llegar al seu fill Alexandre de Bacardí i de Janer (1815-1905), que el 1868 va encarregar-ne la reedificació a l'arquitecte Josep Artigas i Ramoneda amb planta baixa, entresol i quatre pisos. El 1873 s'hi afegiren unes golfes, segons el projecte de Rafael de Luna.
Entre 1991 i 1992, els arquitectes Josep Benedito i Jaume Llobet hi van projectar un edifici de nova planta, unit a l'antiga fonda. Va ser inaugurat el 15 de novembre del 1993 en presència del president de la Generalitat Jordi Pujol, i fins al 2008, el conjunt va acollir una de les seus de la Universitat Pompeu Fabra. El 2009 s'hi instal·là l'Escola Superior de Disseny Elisava, aleshores adscrita a la UPF.

## Descripció
L'edifici amb façana al Pla del Teatre, del qual es conserven les dues primeres crugies i el celobert (que es va refer), té soterrani, planta baixa i quatre pisos. La composició de la façana s'organitza segons eixos verticals, amb balcons individuals amb baranes de ferro forjat i decreixents en alçada. Els emmarcaments de les obertures, així com la cornisa i els paraments de la planta baixa són de pedra de Montjuïc i artificial, i la resta és d'estuc.
Unit a l'anterior, l'edifici de nova planta amb façanes a la Rambla i la plaça de Joaquim Xirau té un relleu de Pompeu Fabra al vestíbul, obra de Francisco López. La porta d'accés mostra quatre baixos relleus de coure i bronze, obra de Josep Maria Riera i Aragó, que també havia col·laborat amb Josep Benedito en la parròquia Abraham, a la Vila Olímpica, amb una gran obra al mur de darrere de l'altar (1992).